# 潟湖區

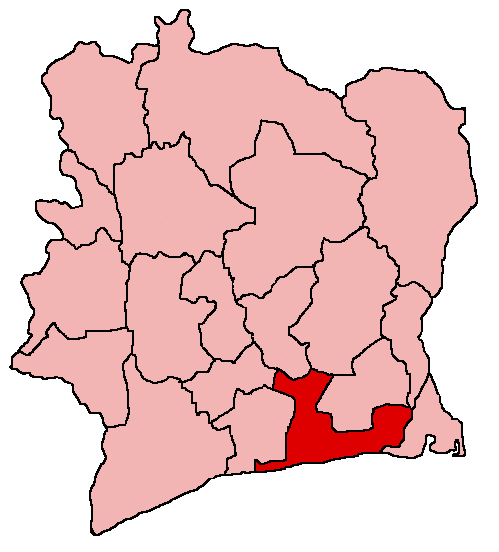
潟湖区

潟湖区（法文：Région du Lagunes）是科特迪瓦原有的十九区之一，首府阿比让 （法語：Abidjan）。2011年科特迪瓦行政区划调整后，该区与原阿涅比区一同被并入了新的潟湖区（除单独划出的阿比让自治区外）。

## 行政区划
该区曾有6个省(départements)：
- 阿比让省 Abidjan
- 阿莱贝省 Alépé
- 达布省 Dabou
- 雅克维尔省 Jacqueville
- 大拉乌省 Grand-Lahou
- 蒂亚萨莱省 Tiassalé

5°25′N 4°20′W / 5.42°N 4.33°W